# Francesco Iacopo della Robbia

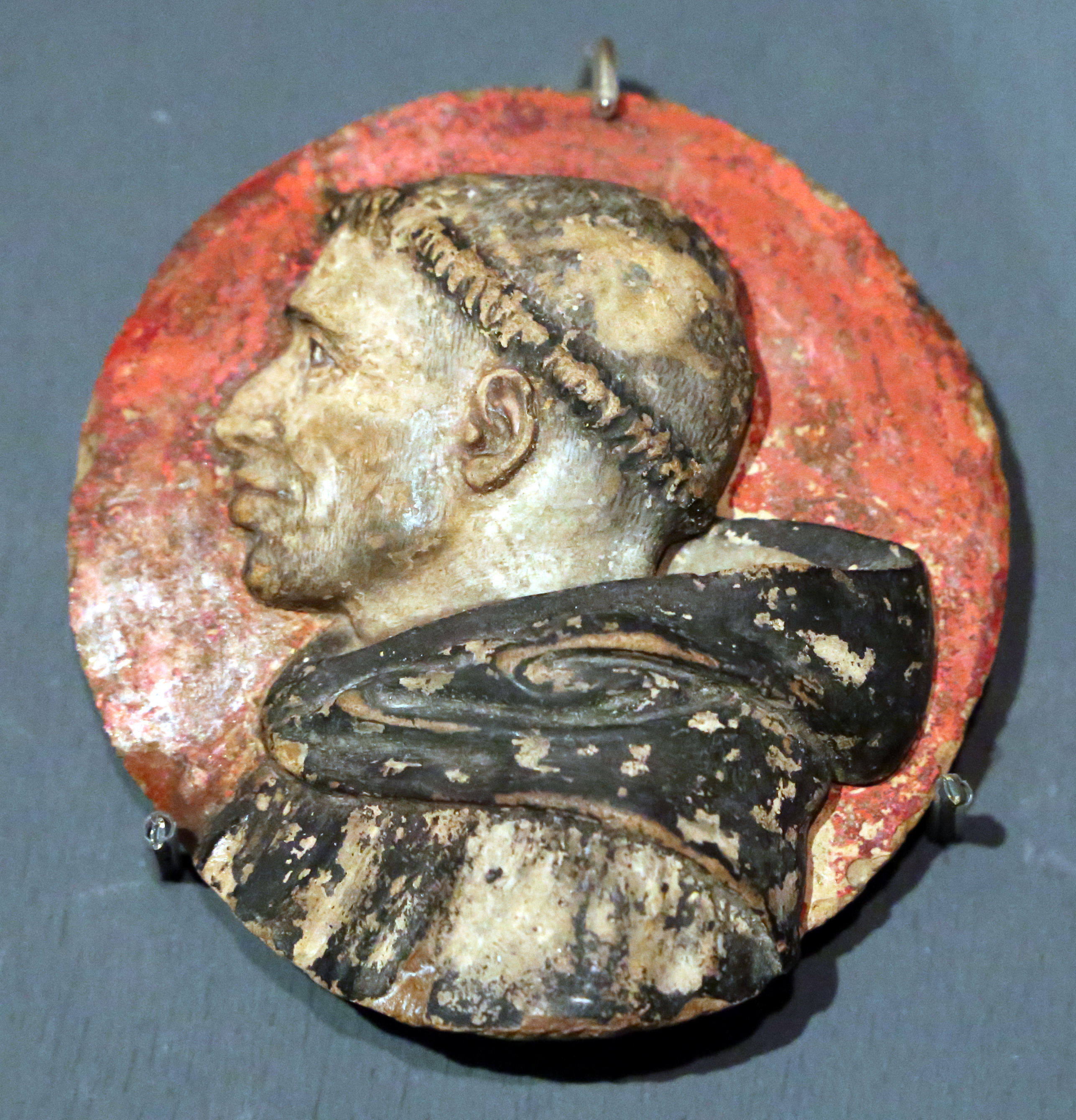
Medaillon in terracotta met Girolamo Savonarola, 1498, Musée des beaux-Arts, Lille

Francesco Iacopo della Robbia (Florence, 23 juli 1477 – Montesanto, tussen 16 november 1527 en 19 september 1528) was een Italiaans beeldhouwer en dominicaan. Bij zijn intrede nam hij de geestelijke naam  Fra' Ambrogio aan, waardoor hij ook bekend staat als Ambrogio della Robbia.

## Biografie
Francesco kwam uit de kunstenaarsfamilie Della Robbia, die beeldhouwers leverde vanaf het begin van de 15e eeuw tot in de tweede helft van de 16e eeuw. De familie werd bekend in de kunst door Luca della Robbia, een van de grondleggers van de vroege renaissance. Francesco was de zevende van de twaalf zonen van Giovanna Paoli en Andrea della Robbia, een neef van Luca. Francesco was actief op het einde van de 15e eeuw en in het eerste kwart van de 16e eeuw. Zoals zijn voorgangers in de familie was hij gespecialiseerd in de geëmailleerde terracotta. Ook zijn broers Marco Giovanni, Giovanni Antonio, Luca Bartolomeo en Girolamo Domenico, waren waarschijnlijk vanaf zeer jonge leeftijd betrokken bij de productie van geëmailleerde terracotta in het atelier van hun vader.

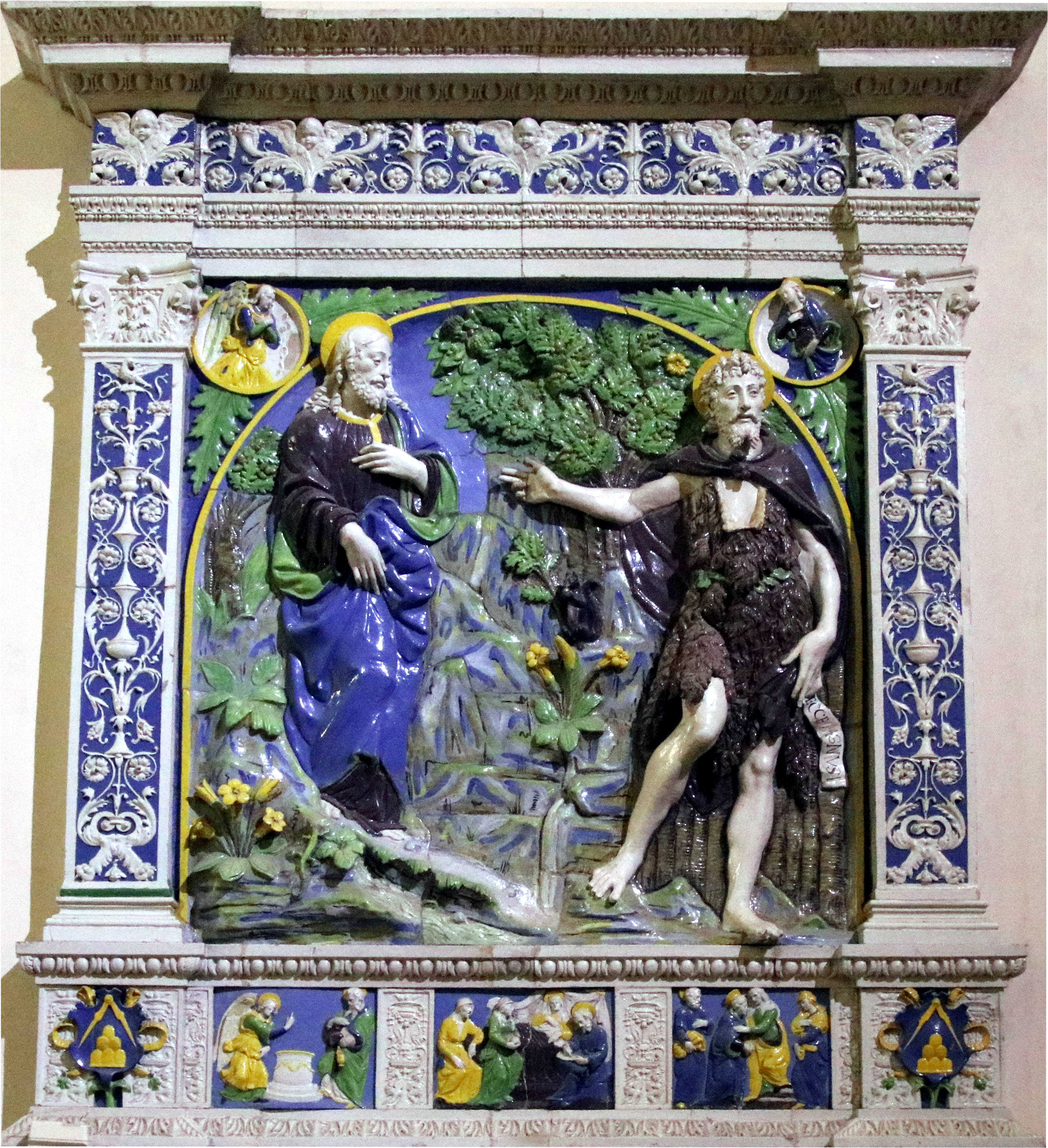
Fra' Ambrogio della Robbia en Fra' Mattia della Robbia, Ecce Agnus Dei, na 1520

Door de intense godvruchtigheid van zijn vader raakte Francesco al snel geïnteresseerd in de prediking van Girolamo Savonarola. Op 7 december 1495 nam hij het habijt van de dominicanen aan uit de handen van Savonarola en kreeg hij de kloosternaam fra' Ambrogio. Zijn broer Marco Giovanni trad het jaar daarna ook in bij de dominicanen. Hij moet in die tijd betrokken geweest zijn bij het maken van kleine beeldjes. Het enige bekende en gedocumenteerde werk uit die periode is een kerststal met bewegende figuren die hij maakte voor de Santo Spirito di Siena, een van de belangrijkste kloosters van de Congregazione di San Marco, waar hij enkele maanden verbleef. Hij bleef met het atelier van zijn vader samenwerken zoals blijkt uit rekeningen van 1508, 1514 en 1522.
Vanaf 7 juli 1523 was Francesco gevestigd in Montesanto, het huidige Potenza Picena, als kapelaan van de parochie van Santa Croce. Op 28 april 1524 kocht hij er een huis met een moestuin van de apotheker Matteo Bissari, waarbij werd bepaald dat hij een deel ervan zou betalen via de levering van een aanzienlijke voorraad mokken, potten, amforen en flacons, geglazuurd in verschillende kleuren.
Op 7 november 1527 verbond Francesco zich ertoe om samen met zijn broer Marco Giovanni het hoofdaltaar voor de San Francesco di Macerata te creëren, maar nadat hij op 16 november 1527 hiervoor een eerste betaling had ontvangen, werd de opdracht op 19 september 1528 overgenomen door Marco Giovanni, die verklaarde dat zijn broer gestorven was.

## Werken
- Presepe (kerststal) (1504), Santo Spirito in Siena
- Drie medaillons (1509), Santa Maria della Quescia, Viterbo
- Kruisafname (1510), San Felice in Piazza, Florence
- Madonna met Kind en vier heiligen (1511), Pieve di Santa Maria Assunta a Lizzano, deelgemeente van San Marcello Pistoiese
- Terracotta beeld (1526), in de crypte van de Chiesa e Abbazia di San Firmano, Montelupone
- De verrezen Maria tussen de HH. Joris,  Hiëronymus, Franciscus en Antonius van Padua, Palazzo Comunale de Pergola
- Boetedoende Maria Magdalena, Chiesa di Sant´Agostino, Potenza Picena
- Graflegging (~1521), Museo Nazionale del Bargello, Florence
- David (1523) medaillon, heilige Laurentius (verloren gegaan), Kruisdraging (1514), Certosa San Lorenzo di Galluzzo, Florence

- RKD-Nederlands Instituut voor Kunstgeschiedenis: 252330
- Union List of Artist Names: 500119990
- Virtual International Authority File: 96567330